# Museo de Arte de Bornholm
El Museo de Arte de Bornholm (Bornholms Kunstmuseum) se encuentra en la isla danesa de Bornholm, sobre las Rocas del Santuario (Helligdomsklipperne), a unos 6 kilómetros al noroeste de Gudhjem (Dinamarca).

## Historia
La colección permanente del museo se compone principalmente de pinturas de artistas vinculados a Bornholm desde principios del siglo XIX hasta la actualidad. Se presta especial atención a la escuela de pintores de Bornholm, que surgió a principios del siglo pasado, cuando varios modernistas, atraídos por la pintoresca isla de Bornholm y la pequeña isla de Christiansø, pintaron paisajes y la naturaleza local. La exposición permanente incluye obras de Edvard Weie, Karl Isakson, Olaf Rude, Kræsten Iversen, Niels Lergaard y Oluf Høst. Además, en la exposición se presenta un rico panorama de la vida artística en Bornholm a través de numerosas pinturas y esculturas.
El edificio se construyó en 1993 y se amplió en 2003. Con una superficie de unos 4000 metros cuadrados, el museo es un impresionante logro arquitectónico. Diseñado por los arquitectos Fogh & Følner Arkitekter A/S, está dividido en tres niveles, ya que el terreno desciende en pendiente hacia el mar. Las galerías están situadas a ambos lados de una especie de calle por la que baja el agua del antiguo manantial curativo de Helligdomskilde.

## Galería
|              |
| Anton Edvard |

|                  |
| Holger Drachmann |

|                    |
| Kristian Zahrtmann |

|             |
| Lars Hansen |

|                  |
| Viggo Fauerholdt |